# Orthogeomys dariensis
Orthogeomys dariensis är en gnagare som först beskrevs av Edward Alphonso Goldman 1912.  Orthogeomys dariensis ingår i släktet Orthogeomys och familjen kindpåsråttor. IUCN kategoriserar arten globalt som livskraftig. Inga underarter finns listade i Catalogue of Life.
Taxonet Orthogeomys thaeleri som tidigare godkändes som art är enligt nyare avhandlingar en underart till Orthogeomys dariensis. Ibland listas arten i det nya släktet Heterogeomys.
Arten lever i sydöstra Panama och kanske i angränsande områden av Colombia. Den vistas i låglandet och i bergstrakter upp till 1300 meter över havet. Habitatet utgörs av städsegröna skogar och av kultiverade områden.
Denna gnagare har en 21 till 27,8 cm lång kropp (huvud och bål) och en kort svans. Pälsen på ovansidan kan vara rödbrun, blek chokladbrun eller svartaktig. På undersidan och på extremiteternas insida förekommer bara glest fördelade gråa eller ljusbruna hår. Svansens färg varierar mellan ljusbrun, rosa eller vit.